# Elisabeth Ludovika von Bayern

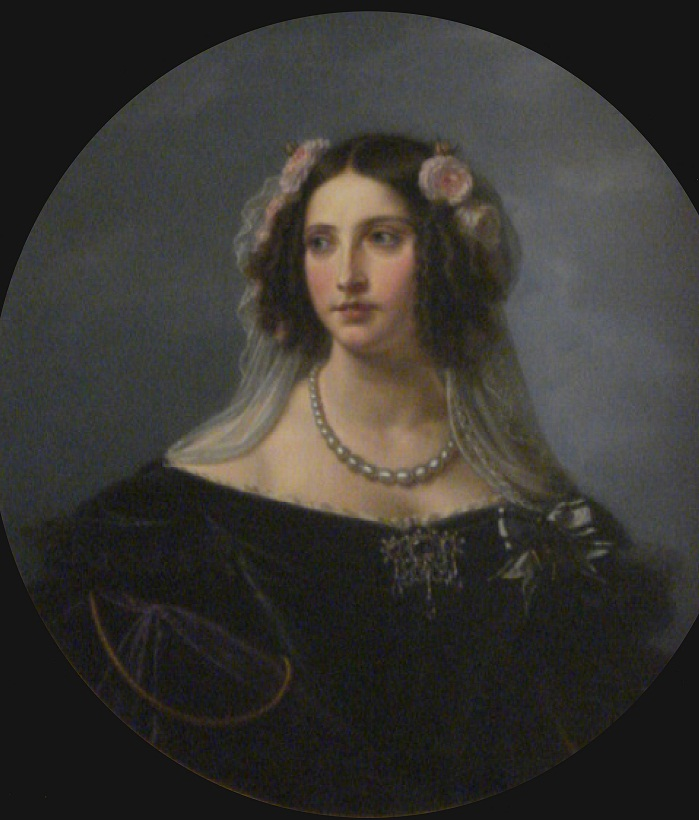
Karl Wilhelm Wach: Königin Elisabeth von Preußen, nach 1840

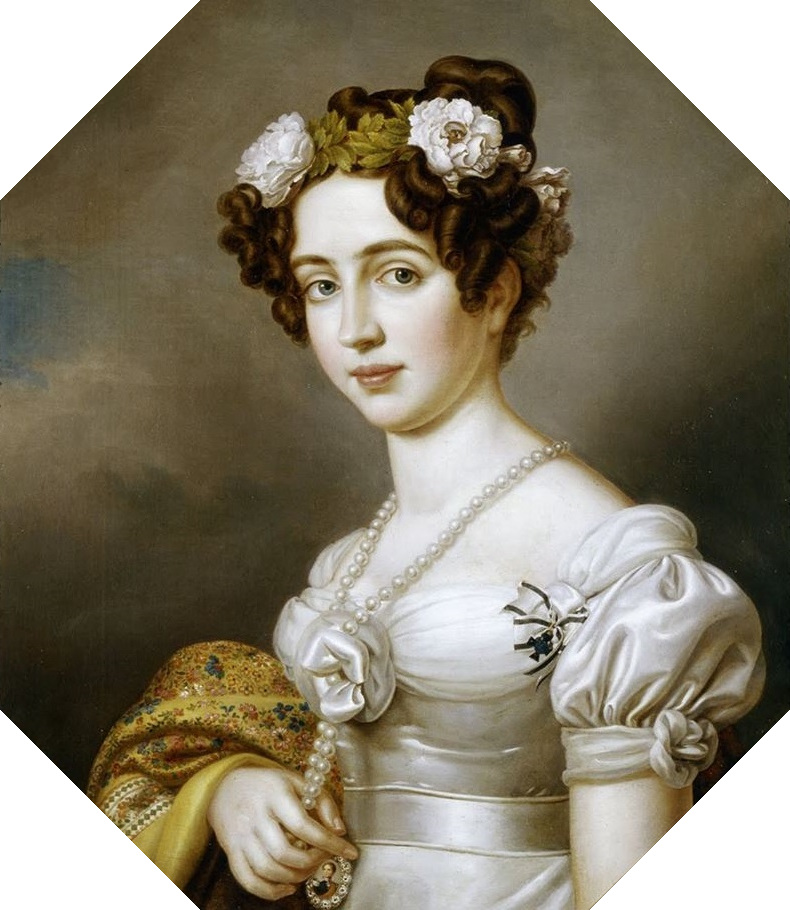
Joseph Karl Stieler: Königin Elisabeth von Preußen

Elisabeth Ludovika, Prinzessin von Bayern (* 13. November 1801 in München; † 14. Dezember 1873 in Dresden) war als Gemahlin Friedrich Wilhelms IV. Königin von Preußen.

## Leben

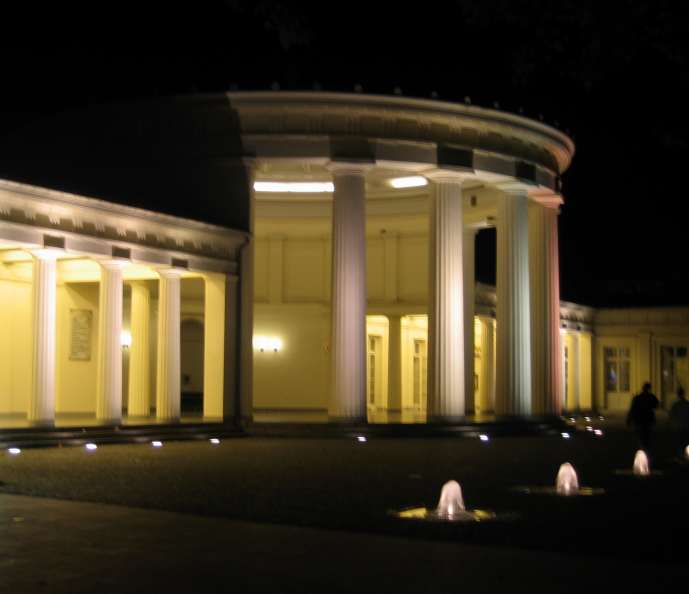
Elisenbrunnen in Aachen

Elisabeth war die Tochter des Königs Maximilian I. von Bayern und der Königin Caroline, Halbschwester von Ludwig I., dem auf Maximilian I. folgenden König, Zwillingsschwester der Königin Amalie von Sachsen († 8. November 1877), Schwester der Königin Marie von Sachsen (1805–1877), Schwester von Ludovica in Bayern sowie Schwester der Erzherzogin Sophie von Österreich (1805–1872), wodurch Elisabeth eine Tante sowohl der Kaiserin Elisabeth („Sisi“) von Österreich (1837–1898) als auch des Kaisers Franz Joseph I. war. Sie war zudem die Patentante von „Sisi“, die nach ihr Elisabeth genannt wurde.
Elisabeth, von der Familie liebevoll „Elise“ genannt, wuchs in einer sehr toleranten und liebevollen Umgebung auf. Ihr Vater König Maximilian, der wegen seines eher bürgerlich
geführten Lebens große Beliebtheit vom Volk erfuhr, kümmerte sich, für die damalige Zeit untypisch, intensiv um die Bildung seiner Kinder. Er ließ ihnen eine umfangreiche Wissensbildung zukommen. Aus diesem Grund wurden Elisabeth und ihre Schwestern dem Archäologen und ehemaligen Theologen Friedrich Thiersch anvertraut, der die Prinzessinnen in Geschichte, Literatur und Geographie unterrichtete. Elisabeth, die ihn zeitlebens sehr verehrte, blieb ihm eng bis zu seinem Tode im Jahre 1860 verbunden.
Am 29. November 1823 wurde sie mit dem späteren König Friedrich Wilhelm IV. von Preußen verheiratet. Sie teilte seine geistigen Interessen, besonders seine Bestrebungen für Kunstzwecke. Nach einer 1828 erlittenen Fehlgeburt konnte Elisabeth keine Kinder mehr bekommen. 1830 trat sie zur Evangelischen Kirche über. Seit 1840 Königin von Preußen, war sie nicht ohne Einfluss auf die preußische Politik. Sie setzte sich für die Erhaltung der engen Freundschaft zwischen Preußen und Österreich ein. Elisabeths Ehe mit Friedrich Wilhelm IV. wird als glücklich beschrieben. Sie pflegte ihn während seiner langen Krankheit.

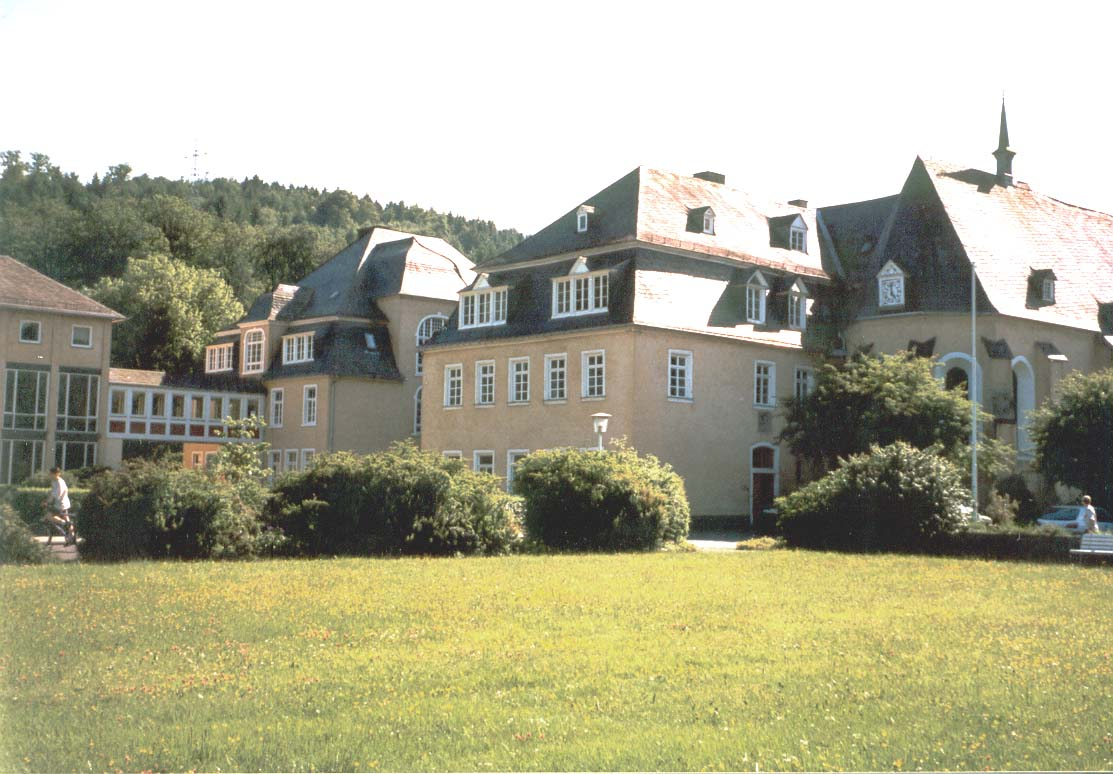
Stift Keppel: Ehemals ein Prämonstratenser-Stift, heute ein öffentliches Gymnasium

Nach Friedrich Wilhelms Tod am 2. Januar 1861 führte Elisabeth auf ihren Witwensitzen Sanssouci, Schloss Charlottenburg und Stolzenfels ein zurückgezogenes Leben. Sie engagierte sich für wohltätige Zwecke und pflegte das Andenken an ihren verstorbenen Mann. Bereits 1846 hatte sie nach dem Tod ihrer Vorgängerin Marianne von Preußen den Vorsitz im Kapitel des Louisenordens übernommen. 1871 wurde sie Schirmherrin der „Keppelschen Schul- und Erziehungsanstalt“ für Mädchen in Hilchenbach nach dem Vorbild der Königin-Luise-Stiftung in Berlin-Dahlem. Bei einer Audienz im Schloss Charlottenburg ernannte sie Nanny von Monbart zur ersten Stiftsoberin. Zu ihrem Schwager, Kaiser Wilhelm I., hatte sie ein freundschaftliches Verhältnis. Sie starb am 14. Dezember 1873 bei einem Besuch ihrer Zwillingsschwester, der Königin Amalie von Sachsen, in Dresden. Am 21. Dezember wurde sie neben ihrem Gatten in der Friedenskirche zu Potsdam beigesetzt.

## Ehrungen
- In Aachen wurde der 1827 fertiggestellte, von Karl Friedrich Schinkel entworfene Elisenbrunnen nach der damaligen Kronprinzessin Elisabeth benannt.
- Ebenso sind im ganzen Königreich Preußen zwischen 1840 und 1860 viele neu entstandene Straßen und Plätze ihr zu Ehren benannt worden.
- Ihr Schwager, König Wilhelm I., verlieh ihr am 17. Januar 1861 den Schwarzen Adlerorden mit der Kette.[5]
- König Wilhelm I. ernannte sie am 18. Oktober 1861 zum Chef des Garde-Grenadier-Regiments Nr. 3 in Breslau. Dieser Verband trug seitdem ihren Namen als Zusatz.
- Ausstellung im Heimatmuseum Charlottenburg-Wilmersdorf (Berlin, Schloßstraße 69) vom 24. Mai 2007 bis 5. August 2007: „Elisabeth von Preußen (1801–1873). Königin in der Zeit des Umbruchs“ (Konzept: Dorothea Minkels)

## Bildergalerie

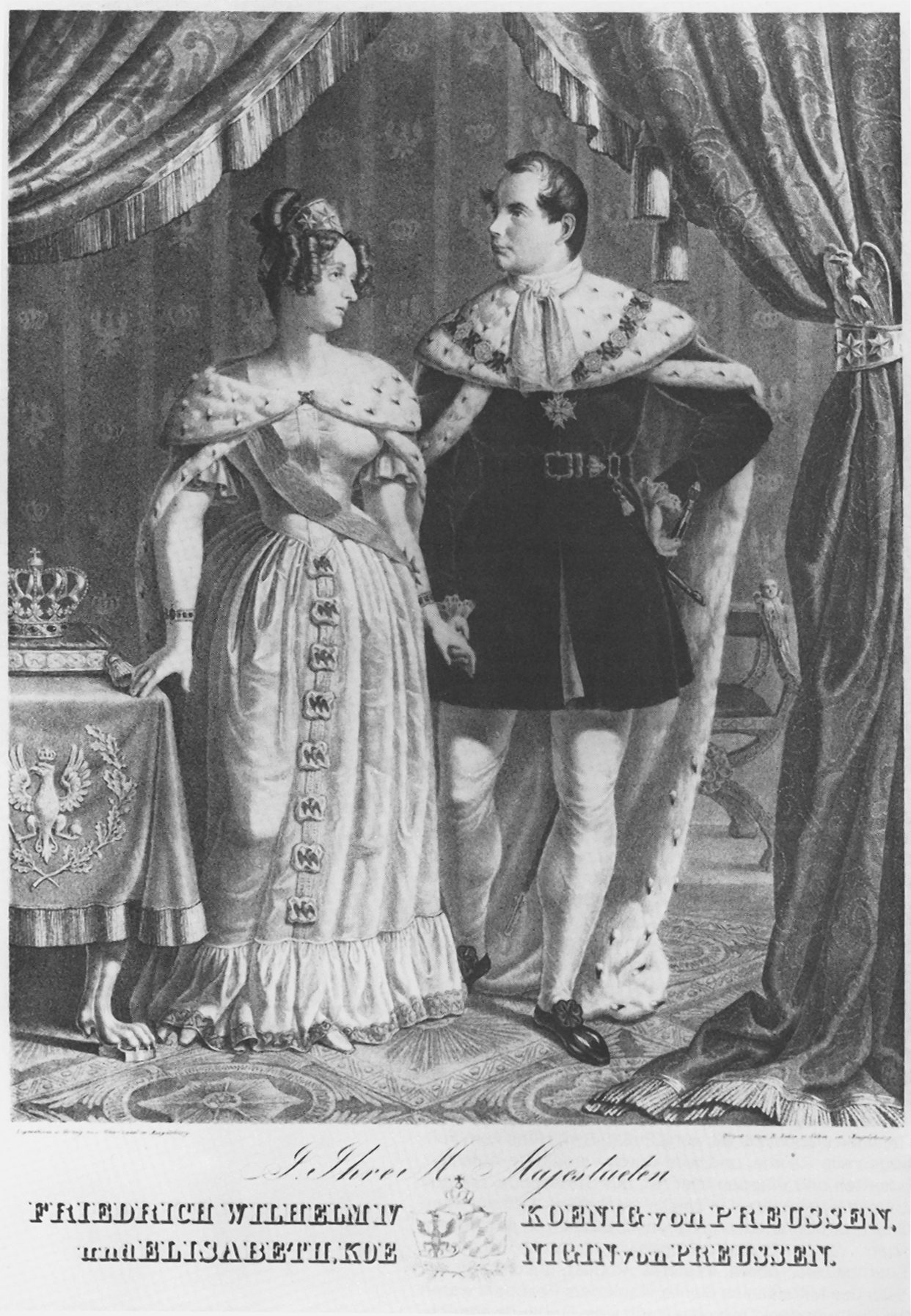
Friedrich Wilhelm IV. und Elisabeth in hermelinbesetzten Krönungsmänteln, um 1840
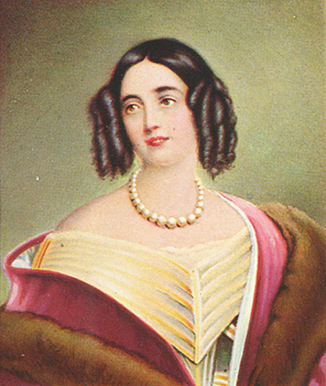
Elisabeth Ludovika von Bayern, Königin von Preußen, nach Stieler, 1843
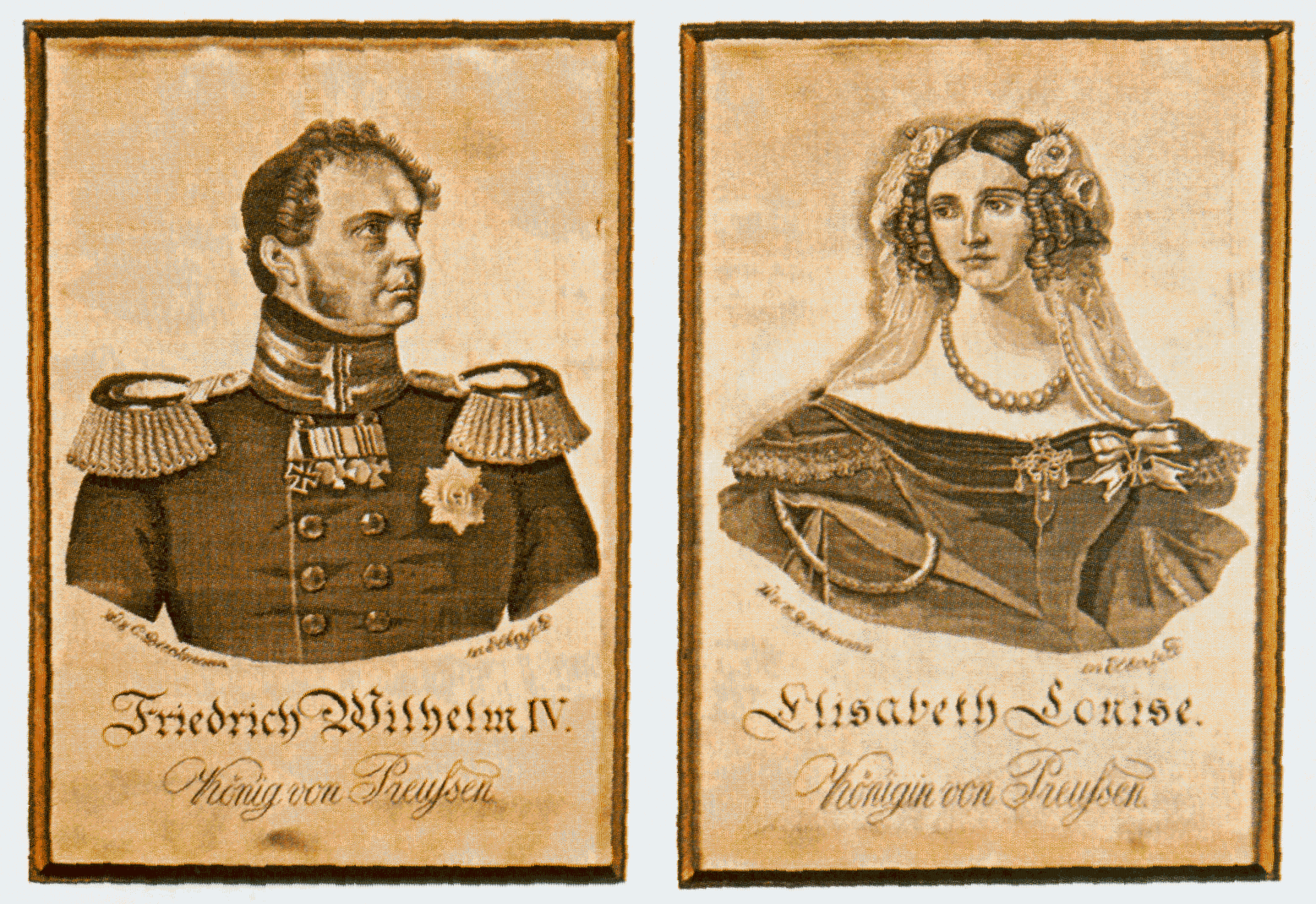
Friedrich Wilhelm IV. und seine Gemahlin Elisabeth (1847)
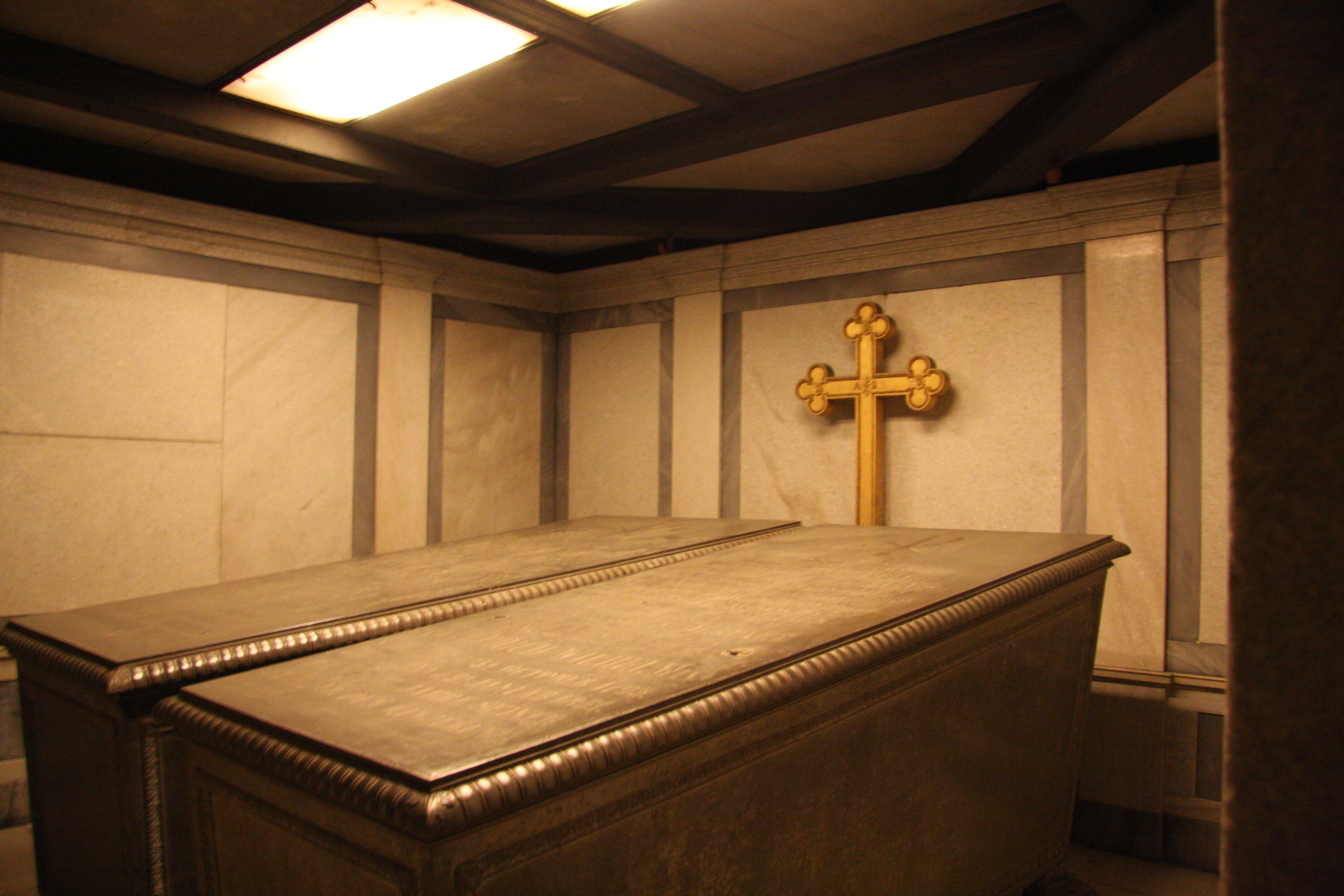
Die Sarkophage von Friedrich Wilhelm IV. und Elisabeth in der Gruft unter dem Altar der Friedenskirche